# Jiří Sovák
Jiří Sovák, född 27 december 1920 i Prag, död där 6 september 2000, var en tjeckisk (tjeckoslovakisk) skådespelare.
Sovák var utbildad i drama vid Prags stadskonservatorium där han tog examen 1941. Han började sin professionella skådespelarkarriär 1943, och kom att vara engagerad vid Vihnorady-teatern och Nationalteatern. Under åren 1942–1999 medverkade han frekvent i tjeckoslovakisk och tjeckisk film och TV-produktion. Han var far till skådespelaren Jiří Schmitzer.

## Filmografi, urval
- 1960 – Doktor Fausts hus
- 1966 – Kdo chce zabít Jessii?
- 1969 – Světáci
- 1970 – Pan Tau (TV-serie)
- 1971 – Pane, vy jste vdova!
- 1978 – Hur man väcker prinsessor
- 1980 – Arabela (TV-serie)
- 1988 – Hamster i nattskjorta (TV-serie)
- 1996 – Kolya